# Pędzel

Budowa pędzla

Rodzaje pędzli

Pędzel – narzędzie malarskie. Składa się z trzonka, skuwki oraz włosia. Służy do przenoszenia i nakładania farby na malowaną powierzchnię. Pędzle mają zastosowanie w różnych technikach malarskich takich jak: malarstwo olejne, malarstwo akrylowe, enkaustyka, malarstwo temperowe czy akwarela. Używa się ich także do malowania i pisania tuszem (kaligrafia), oraz w technikach rysunkowych (np. lawowanie) czy w technice pastelowej. Dodatkowo specjalistyczne pędzle przydatne są w technikach konserwatorskich (np. pozłotnictwo) i w szeroko pojętej kosmetyce.

## Rodzaje pędzli
Pędzle możemy podzielić według kilku kryteriów.
- twardości i rodzaju zastosowanego włosia.
- technik, do których możemy pędzla użyć.
- kształtu lub budowy.

Podział wg twardości i rodzaju zastosowanego włosia.
- Pędzel o miękkim włosiu – Może być zrobiony z włosia kuny, wołu, wiewiórki lub sztucznych włókien. Używany w malarstwie akwarelowym i olejnym. Nabiera dużą ilość rozcieńczonej farby bez jednoczesnej zmiany kształtu.

Pędzel sobolowy – syntetyczny jest dobry do większości prac związanych z malarstwem. Jest jednak mniej sprężysty niż pędzel czysto sobolowy.
- Pędzel o twardym włosiu (szczeciniak) – pędzel ze świńskiej szczeciny, stosowany głównie w malarstwie olejnym. Włosie jest szerokie, dzięki czemu pędzel może nabrać dużo gęstej farby, nie tracąc kształtu. Przydatny do mieszania farb i pokrywania dużej powierzchni jednolitym kolorem.

## Inne rodzaje pędzli
- Pędzle do lawowania
  - Półokrągły, o grubym włosiu, używany do pokrywania szerokimi pociągnięciami długich płaszczyzn.
  - Płaski, przydatny do tonowania papieru i lawowania, można nim także zmieniać położone już lawowanie.
  - Szeroki, do zamalowywania bardzo dużych powierzchni, syntetyczne włókna dobrze trzymają farbę, idealnie nadają się do lawowania i kontrolowania spływania farby.
- Pędzel o kształcie orzecha laskowego – łączy w sobie cechy pędzla okrągłego i płaskiego.
- Pędzel japoński – miękki pędzel robiony z włosia jelenia, kozy, królika i wilka.
- Pędzel okrągły – ma dobry szpic. Stosuje się go do lawowania lub malowania cienkich linii, zależnie od rozmiaru.
- Pędzel pisarski – wynaleziony w Chinach i używany na całym Dalekim Wschodzie do kaligrafii.

## Pędzle specjalne
- Wachlarzowy pędzel do mieszania farb – używany w malarstwie olejnym do mieszania przylegających plam koloru.
- Pędzel wzornikowy – robiony z krótkiej szczeciny. Ma kołkowaty kształt i płaski koniec, pozwala to nakładać farbę z góry, poprzez wzornik bezpośrednio na powierzchnię.
- Pędzel daktyloskopijny (kryminalistyka) – wykonany najczęściej z włosia wiewiórki amerykańskiej, bobra kanadyjskiego lub puchu marabuta afrykańskiego[1].